# Antoni Vidal i Lax
Antoni Vidal i Lax (Terrassa, 5 d'agost de 1908-Caracas, 27 de juny de 1995) fou un violinista català.

## Biografia
Ja de petit se sentí atret per la música començant a estudiar violí a l'Escolania del Sant Esperit. Passà posteriorment a estudiar a l'Escola Municipal de Música de Terrassa on acabà rebent matrícula d'honor després d'acabar els cursos reglamentaris. Més endavant, inicià estudis de perfeccionament a partir dels quals emprengué el camí de músic professional tocant a bars, locals i cafès per a pagar-se els viatges i mantenir-se. També exercí com a professor impartint lliçons particulars.
Fou en el punt en què la vida d'Antoni funcionà de manera adequada i regular quan esclatà la guerra civil i hagué d'involucrar-s'hi com a soldat. Acabada la guerra, tornà a Terrassa i procurà reprendre tot allò construït, però les condicions en què es trobà el país li ho impossibilitaren. Més endavant, després de participar en diverses bandes de cobla i corals municipals ingressà a l'orquestra Els Fatxendes de Sabadell. Amb ells, recorregué tot Catalunya fins que l'orquestra decidí explorar altres latituds.
Els anys 1947-1948, l'orquestra feu una brillant temporada a Madrid i adoptà el nom de Río Club, ja que el reclam de Els Fatxendes no esdevingué gaire adequat pel context vigent. Recorregueren diverses ciutats espanyoles fins que el 1950 travessaren l'oceà camí a Cuba on tornaren a canviar el nom per a Casino de Sevilla per tal d'esclarir la seva provinença espanyola.
Viatjà allà amb tota la família i després de Cuba vingué Mèxic i finalment Veneçuela. Ja instal·lat a Caracas i deslligat del que en un inici foren Els Fatxendes, inicià una carrera fulgurant que passà per diverses agrupacions, sovint orquestrals, fins a ser cridat per a l'Orquesta Sinfónica Juvenil José Antonio Anzoategui per a fer de professor als seus joves integrants.
Cobrint aquesta missió feu una labor tan meritòria que, en retirar-se l'any 1990 a causa d'artrosi, els seus alumnes i companys li rendiren homenatge que ressonà a tota la premsa veneçolana.
Sense haver pogut tornar a Terrassa com desitjava, morí el 27 de juny de 1995 a causa d'una embòlia cerebral.